# Lepidosauromorpha
Lepidosauromorpha é um grupo de répteis que inclui formas extintas como o plesiosauro e formas viventes como as cobras e lagartos.

## Classificação
- Subclasse Diapsida
  - Infraclasse Lepidosauromorpha
    - Acerosodontosaurus
    - Superordem Sauropterygia
    - Clado Lepidosauriformes
      - Ordem Eolacertilia
        - Icarosaurus Colbert, 1970
        - Kuehneosaurus Robinson, 1962

      - Superordem Lepidosauria
        - Ordem Sphenodontia - Tuatara
        - Ordem Squamata
          - Subordem Lacertilia*
            - Família Mosasauridae

          - Subordem Serpentes - Serpentes
          - Subordem Amphisbaenia